# Lakshmi Planum
Il Lakshmi Planum è una struttura geologica della superficie di Venere.